# Guillem de Hessen-Kassel
Guillem de Hessen-Kassel va néixer el 24 de desembre de 1787 a Biebrich (Wiesbaden) i va morir el 5 de setembre de 1867 a Copenhaguen). Era fill del príncep Frederic de Hessen i Carolina de Nassau-Usingen. Els seus avis paterns eren Frederic II de Hessen-Kassel i la princesa Maria de Gran Bretanya.

## Matrimoni i fills
El 10 de novembre de 1810, Guillem es va casar al Palau d'Amalienborg amb la princesa Lluïsa Carlota de Dinamarca (1789-1864) filla del príncep hereu Frederic de Dinamarca (1753-1805) i de Sofia Frederica de Mecklenburg-Schwerin (1758-1794). D'aquest matrimoni en nasqueren:
- SA la princesa Carolina Frederica Maria de Hessen-Kassel (Copenhaguen, 15 d'agost de 1811 – Copenhaguen, 10 de maig de 1829).
- SA la princesa Maria Lluïsa Carlota de Hessen-Kassel (Copenhaguen, 9 de maig de 1814 – Castell de Hohenberg, 28 de juliol de 1895). Casada el 1832 amb el príncep Frederic August d'Anhalt-Dessau.
- SA la princesa Lluïsa de Hessen-Kassel (Kassel, 7 de setembre de 1817- Bernstorff, 29 de setembre de 1898). Casada el 1842 amb el rei Cristià IX de Dinamarca.
- SAR el langravi Frederic Guillem de Hessen (Kassel, 26 de novembre de 1820 – Frankfurt, 14 d'octubre de 1884). Cap de la Casa de Hessen-Kassel. Casat el 1844 a Sant Petersburg, en primeres núpcies, amb la Gran Duquessa Alexandra Nikolaievna de Rússia, una filla de Nicolau I de Rússia i de Carlota de Prússia, i en segones núpcies el 1853 amb Anna de Prússia.
- SA la princesa Augusta Sofia Frederica de Hessen-Kassel (Copenhaguen, 30 d'octubre de 1823 – Copenhaguen, 17 de juliol de 1899. Casada el 1854 amb Carles Frederic de Blixen-Fineke, Baró de Nasbyholm.
- SA la princesa Sofia Guillema de Hessen-Kassel (Copenhaguen, 18 de gener – Copenhaguen, 20 de desembre de 1827).